# Condado de Johnston (Oklahoma)
El condado de Johnston (en inglés: Johnston County), fundado en 1907, es un condado del estado estadounidense de Oklahoma. En el año 2000 tenía una población de 10.513 habitantes con una densidad de población de 6 personas por km². La sede del condado es Tishomingo.

## Geografía
Según la oficina del censo el condado tiene una superficie total de 1705 km² (658,3 mi²), de los que 1669 km² (644,4 mi²) son tierra y 36 km² (13,9 mi²) (2,09%) son agua.

### Condados adyacentes
- Condado de Pontotoc - norte
- Condado de Coal - noreste
- Condado de Atoka - este
- Condado de Bryan - sureste
- Condado de Marshall - sur
- Condado de Carter - oeste
- Condado de Murray - noroeste

### Principales carreteras y autopistas
- U.S. Autopista 377
- Autopista estatal 1
- Autopista estatal 7
- Autopista estatal 22
- Autopista estatal 48
- Autopista estatal 78

### Espacios protegidos
En este condado se encuentra parte del refugio para la vida salvaje de  Tishomingo que preserva varios hábitats.

## Demografía
Según el censo del 2000 la renta per cápita media de los habitantes del condado era de 24.592 dólares y el ingreso medio de una familia era de 30.292 dólares. En el año 2000 los hombres tenían unos ingresos anuales 25.240 dólares frente a los 19.868 dólares que percibían las mujeres. El ingreso por habitante era de 13.747 dólares y alrededor de un 22,00% de la población estaba bajo el umbral de pobreza nacional.

## Ciudades y pueblos
- Bromide
- Mannsville
- Milburn
- Mill Creek
- Ravia
- Tishomingo
- Wapanucka